# Guillemont
Guillemont – miejscowość i gmina we Francji, w regionie Hauts-de-France, w departamencie Somma.
Według danych na rok 2011 gminę zamieszkiwało 137 osób, a gęstość zaludnienia wynosiła 42 osoby/km² (wśród 2293 gmin Pikardii Guillemont plasuje się na 869. miejscu pod względem liczby ludności, natomiast pod względem powierzchni na miejscu 1034.).